# Tuvaphantes insolitus
Tuvaphantes insolitus is een spinnensoort in de taxonomische indeling van de springspinnen (Salticidae).
Het dier behoort tot het geslacht Tuvaphantes. De wetenschappelijke naam van de soort werd voor het eerst geldig gepubliceerd in 1991 door Dmitri Viktorovich Logunov.